# Pellerschloss

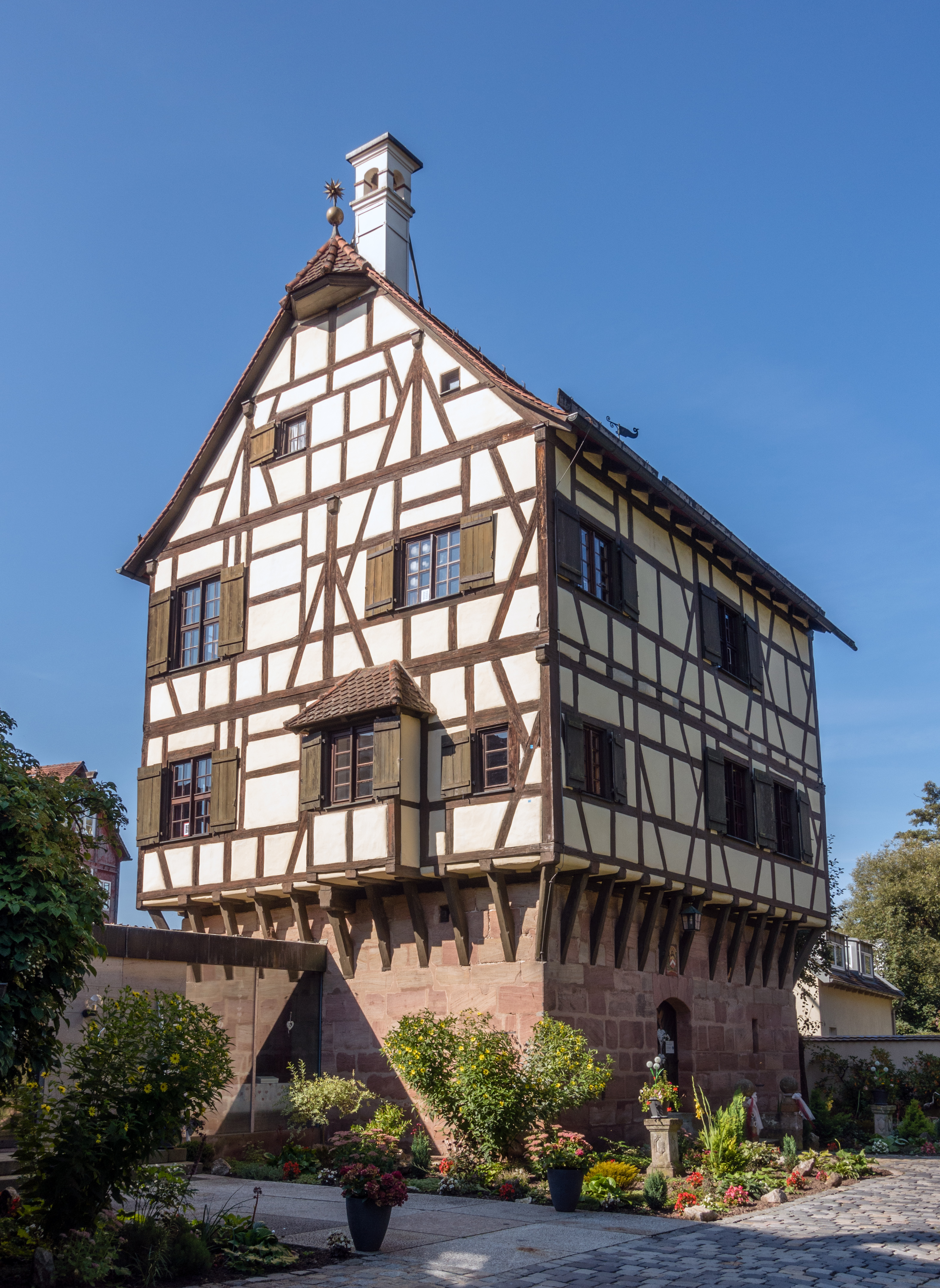
Pellerschloss

Das Pellerschloss im Nürnberger Stadtteil Fischbach bei Nürnberg ist ein Herrensitz im Nürnberger Umland. Es zählt zu den wenigen in ihrer ursprünglichen Bausubstanz erhaltenen Landsitzen der Familien des Nürnberger Patriziats  aus dem 16. Jahrhundert. Es gilt, insbesondere aufgrund seiner malerischen Lage, als das „schönste erhaltene ehemalige Wasserschloss im Nürnberger Umland“.

## Geschichte
Das Pellerschloss liegt im Süden von Nürnberg, direkt im Ortskern von Fischbach. Es ist einer von insgesamt 76 Herrensitzen, die zwischen dem 12. und 18. Jahrhundert auf heutigem Stadtgebiet Nürnbergs entstanden. Allein in Fischbach gab es fünf solcher Sitze, von denen noch drei stehen. Fischbach war im Mittelalter Sitz eines Reichsministerialen, eines Zeidelguts (Bauerngut, welches das Recht hatte, Bienen im Reichsforst zu halten und Honig zu „schneiden“) und Verwaltungssitz einer der 14 Forsthuben des Lorenzer Reichswalds. Das Pellerschloss war ein freieigener Herrensitz. Das Schloss wurde im 14. Jahrhundert als sog. „Burgstall“ erstmals urkundlich erwähnt. Es diente dann wohl als Weiherhaus, wurde wahrscheinlich 1388 im Städtekrieg zwischen dem Schwäbischen Städtebund und dem Herzogtum Bayern zerstört und wohl noch vor 1400 als Weiherhaus wieder aufgebaut. Es war von einem Wassergraben umgeben, der vom Fischbach gespeist wurde. 1405 gelangte es in den Besitz der Patrizierfamilie der Holzschuher, in deren Besitz es bis 1506 verblieb. Später wurde es Besitz weiterer Patrizierfamilien; ab 1506/1507 gehörte es Matthias Melber. Die Existenz als Herrensitz lässt sich erstmals für das Jahr 1517 nachweisen, als Matthias Melber das Wasserschloss für die Stadtbürger Nürnbergs öffnete.

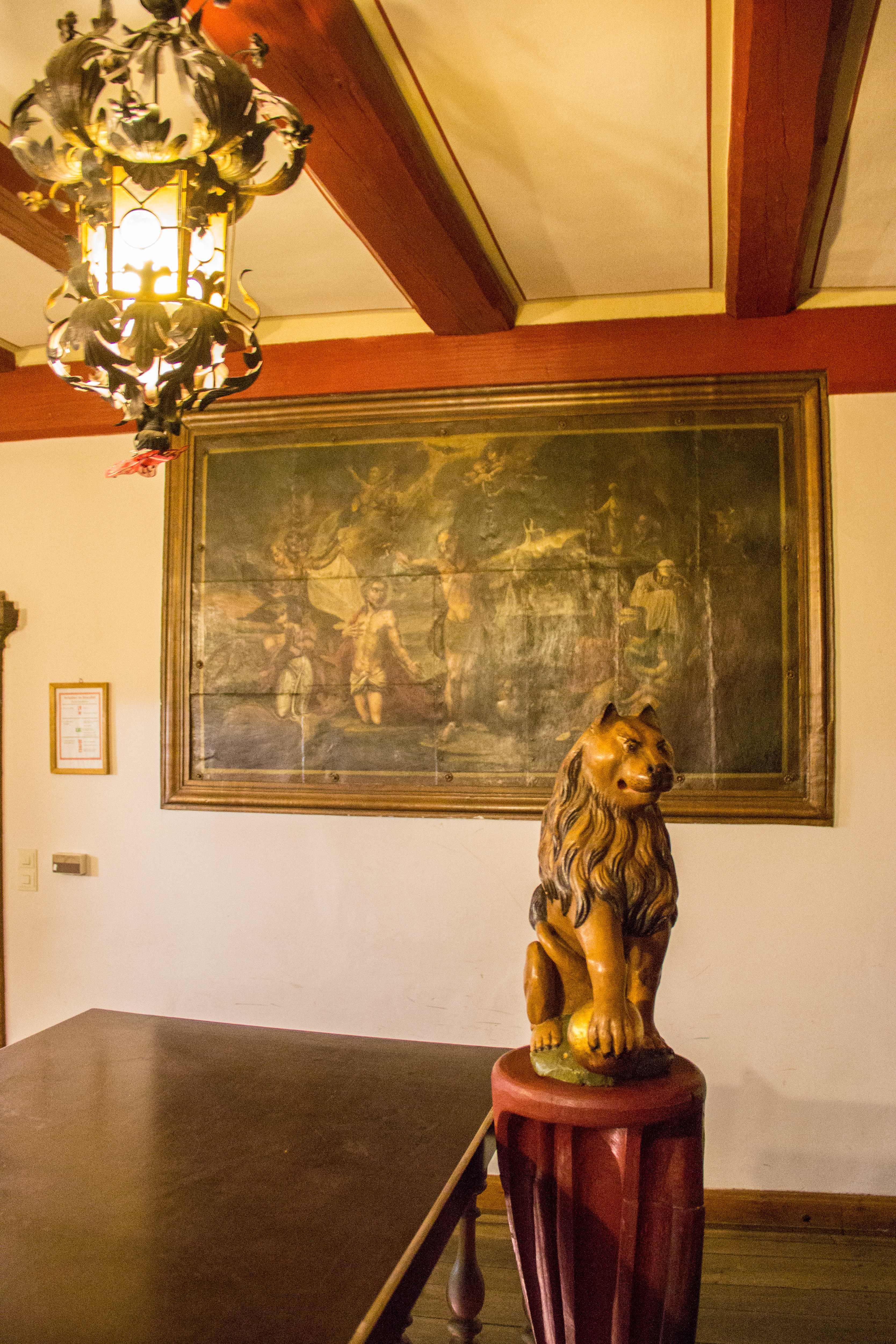
Treppenhaus

Der Besitz ging 1527 an Jakob Welser über, der den Sitz 1541 seinem gleichnamigen Sohn vererbte. Von 1527 bis 1557 gehörte das Schloss den Welser. Im Zweiten Markgrafenkrieg 1552/1553 wurden die Fachwerkobergeschosse zerstört. 1557 ging das Gut an die Familie Schmittmayr, unter deren Herrschaft der Anfang des Wiederaufbaus erfolgte. Thomas Philipp von Murach erwarb 1573 das Pellerschloss von den Schmittmayrs. Er und seine Frau Felicitas von Redwitz stellten das Schloss schließlich vollständig wieder her. Ihr Allianzwappen ist an der Südseite erhalten geblieben. 1609 ging das Schloss an die Imhoff, welche einige Schäden des Dreißigjährigen Krieges behoben, und 1677 an die Paumgartner von Holnstein und Grünsberg. Ab 1687 war das Schloss im Besitz der Patrizierfamilie Peller von Schoppershof. Von dieser Familie stammt auch der heutige Name Pellerschloss. Die Patrizierfamilie Peller stammte ursprünglich aus Radolfzell am Bodensee. Sie war als Kaufmannsfamilie nach Nürnberg gekommen und stieg schnell unter die wohlhabendsten Patrizierfamilien Nürnbergs auf; Martin Peller hatte am Nürnberger Egidienplatz schon ab 1602 das Pellerhaus erbauen lassen. Am Pellerschloss wurden in den Jahren 1722/23 noch kleinere Instandsetzungsarbeiten, vor allem am Außenbereich, vorgenommen. Mit dem Tode des letzten Nachkommen der Familie Peller, Hauptmann Friedrich Peller von Schoppershof, der seinen Verwundungen, die er in der Schlacht bei Wörth (Bataille de Reichshoffen) erhalten hatte, erlag, starb die Familie Peller am 6. August 1870 aus.
1872 wurde das Pellerschloss von den Erben der Familie für 18.000 Gulden verkauft. Zeitweise wurde es in der Folgezeit als Gaststätte genutzt. 1962 erwarb die Gemeinde Fischbach das Anwesen. Seit der Eingemeindung Fischbachs im Juli 1972 gehört es der Stadt Nürnberg, unter deren Verwaltung es auch steht.

## Bau

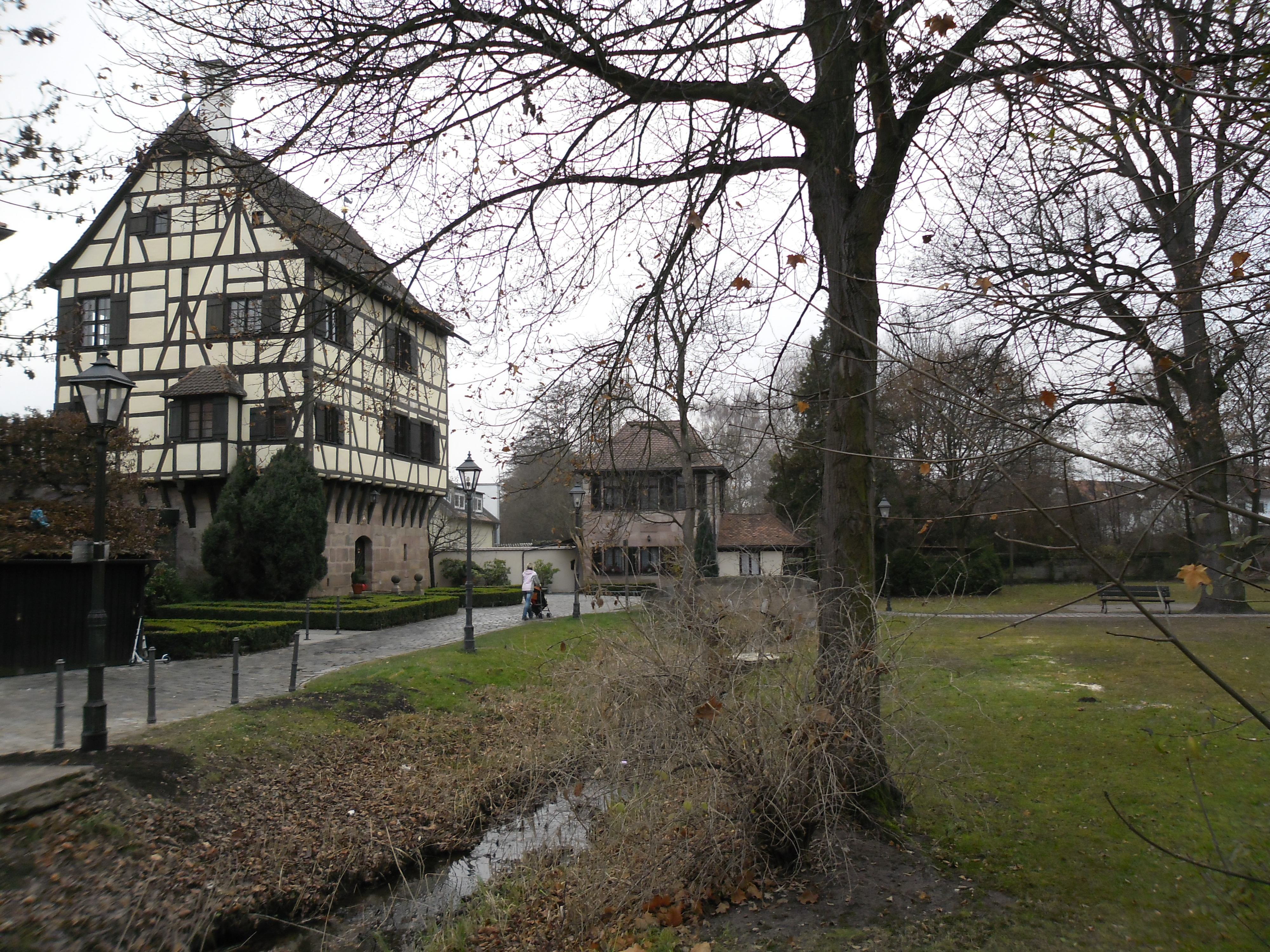
Das Pellerschloss (1557) in der Pellergasse 3 a in Nürnberg-Fischbach

In seiner ältesten Bauform ruhte das Schloss auf einem fensterlosem, nur mit Schießscharten ausgestatteten Sockel aus Stein. Darüber liegen zwei vorkragende Fachwerk-Obergeschosse mit Satteldach mit einem kleinen Walmansatz. Die Obergeschosse werden durch schräg gestellte Stützbalken getragen. Das Chörlein war von Anfang an in die Holzkonstruktion eingeplant; es ist das einzige dieser Art im Nürnberger Umland. Über dem Stichbogen an der Nordseite findet sich das Wappen der Peller. Der aufgelegte Verputz wurde zu Beginn des 20. Jahrhunderts entfernt.
Der Wiederaufbau nach dem Zweiten Markgrafenkrieg erfolgte auf dem alten Sandsteinsockel. Im Dreißigjährigen Krieg erlitt das Schloss leichtere Beschädigungen. In den Jahren 1722/23 wurden im Außenbereich kleinere Instandsetzungsarbeiten an den Wassergräben und Brücken durchgeführt, die nach Auflagen des Forst- und Waldamtes in Stein zu erfolgen hatten. Die damals noch vorhandenen Verteidigungsanlagen wurden nach 1751 endgültig abgetragen. Es erfolgte die Anlage eines Gartens mit der heute vorhandenen Sandsteinmauer. Im Garten sind heute mehrere Skulpturen aufgestellt.

## Heutige Nutzung

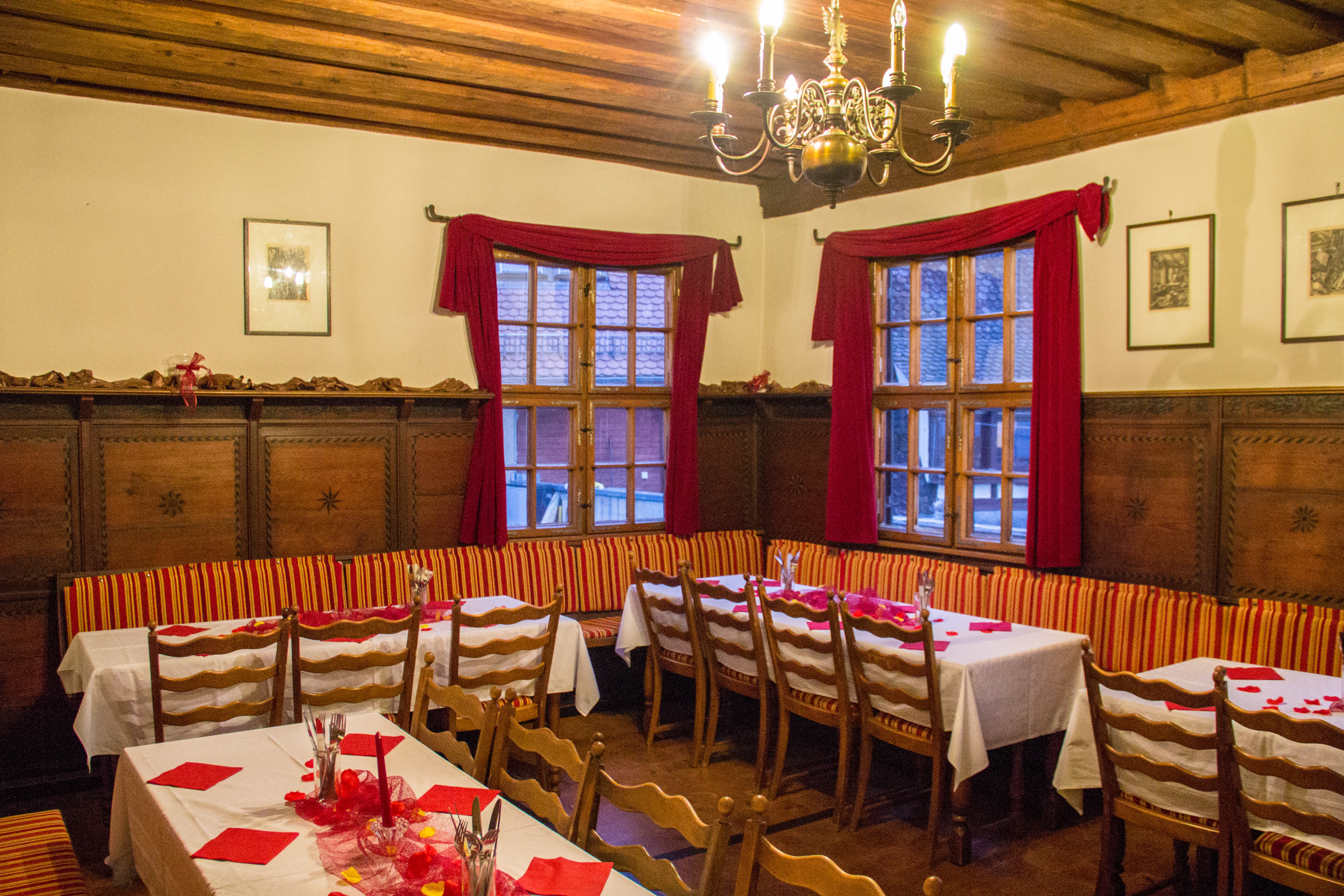
Gastraum im Schloss

In der Erdgeschosshalle nehmen die Standesbeamten des Bürgeramtes-Ost der Stadt Nürnberg Trauungen vor. Die Räume des Pellerschlosses können von Privatpersonen für Feiern angemietet werden. Häufig werden sie von Privatpersonen für Hochzeiten gemietet. In den Räumen des Pellerschlosses finden auch kulturelle Veranstaltungen statt, u. a. Kammerkonzerte, Kabarettabende und musikalische Soireen. Am ersten Adventssamstag findet zudem traditionell der Fischbacher Weihnachtsmarkt, einer der vielen Nürnberger Stadtteiladventsmärkte, im Park des Schlosses statt. Das Kulturprogramm wird durch den „Kulturkreis Pellerschloss“ organisiert und verantwortet.